# Čankov (Levice)
Čankov (maďarsky Csánk) je městská část slovenského města Levice v Nitranském kraji.

## Historie
První písemná zmínka o obci pochází z roku 1275, kdy je uvedena jako Chenk a vlastnili ji Simonyiové. Od roku 1392 byla v majetku mistra Štěpána, syna Leökösiho, a roku 1428 ve vlastnictví Petra Čecha Levického.
Po bitvě u Moháče se jižní Slovensko ocitlo na hranici mezi křesťanským a islámským světem. Čankov připadl do hontianského náhije, jedné z tureckých územně-správních jednotek. Z daňových soupisů z této doby se dá vyčíst, že v roce 1544 v obci stálo 23 domů a v roce 1664 zde žilo 92 lidí v 59 domech. Hlavní obživou obyvatel bylo zemědělství, dále chov dobytka, vinařství a včelařství. Po roce 1828 se dostal do vlastnictví Esterházyů, od nichž jej koupili Schoellerové.
V roce 1591 po náboženském sporu v Čepregu zde převládli příznivci reformovaného křesťanství. Od roku 1608 Čankov spadal do tekovského seniorátu. V roce 1693 vlivem učitele Ondřeje Šebesténa se obec přiklonila k evangelíkům. V roce 1927 zde ve 116 domech žilo 463 obyvatel. Ve 20. letech 20. století emigrovalo kvůli hospodářské krizi 7 obyvatel do Ameriky. Během druhé světové války byla obec součástí Maďarska. Od 1. ledna 1986 Čankov je součástí Levic.

## Pamětihodnosti
- evangelický kostel

## Rodáci
- Kovalevský Mieroslav Ladislav (1838-1916) – pedagog[2]